# Maulana Samiul Haq
Maulana Samiul Haq (Urdu: مولانا سمیع الحق, Samī'u’l-Ḥaq; Akora Khattak, 18 december 1937 – Barhia Town (Rawalpindi), 2 november 2018) was een Pakistaanse godsdienstgeleerde en senator. Hij wordt beschouwd als de 'Vader van de Taliban'.
Samiul Haq was lid van de Senaat van Pakistan van 1985 tot 1997. Hij leidde in zijn geboorteplaats een religieuze school waar veel oprichters en leiders van de Afghaanse Taliban werden opgeleid.
Op 2 november 2018 werd Samiul Haq in zijn woning door messteken om het leven gebracht. Hij was 80 jaar oud.